# Skyfox II: The Cygnus Conflict
Skyfox II: The Cygnus Conflict est un jeu vidéo de simulation de combat spatial développé par Dynamix et publié par Electronic Arts en 1987 sur Amiga, Atari ST, Commodore 64 et PC. Le jeu fait suite à Skyfox, publié en 1984. Comme ce dernier, il se déroule dans un univers de science-fiction et met le joueur aux commandes d’un vaisseau spatial en vue à la première personne. À sa sortie, il est plutôt bien accueilli par les journalistes de Dragon Magazine, qui lui attribuent un score de quatre sur cinq, et par le magazine Computer Gaming World qui juge notamment qu’il propose de bons graphismes, beaucoup d’action et un éventail varié et intéressant d’armement.